# لی چاک من
لی چاک من (انگلیسی: Lee Chak Men؛ زادهٔ ۱۹۲۲ - درگذشته نامشخص) بازیکن بسکتبال اهل سنگاپور بود. وی در بازی‌های المپیک تابستانی ۱۹۵۶ شرکت کرده‌است.